# Pfarrkirche St. Walburgen

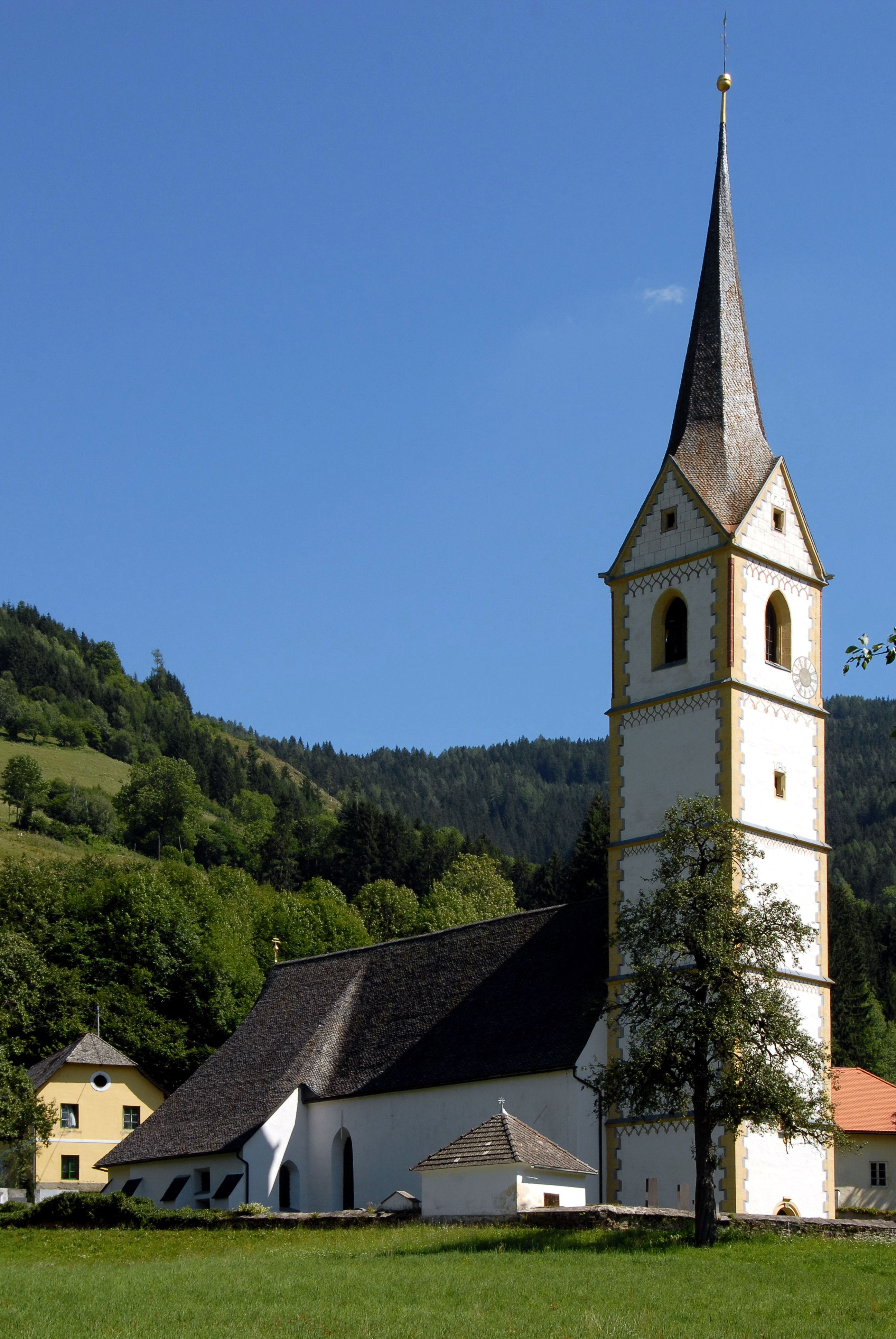
Pfarrkirche Heilige Walburga in Sankt Walburgen

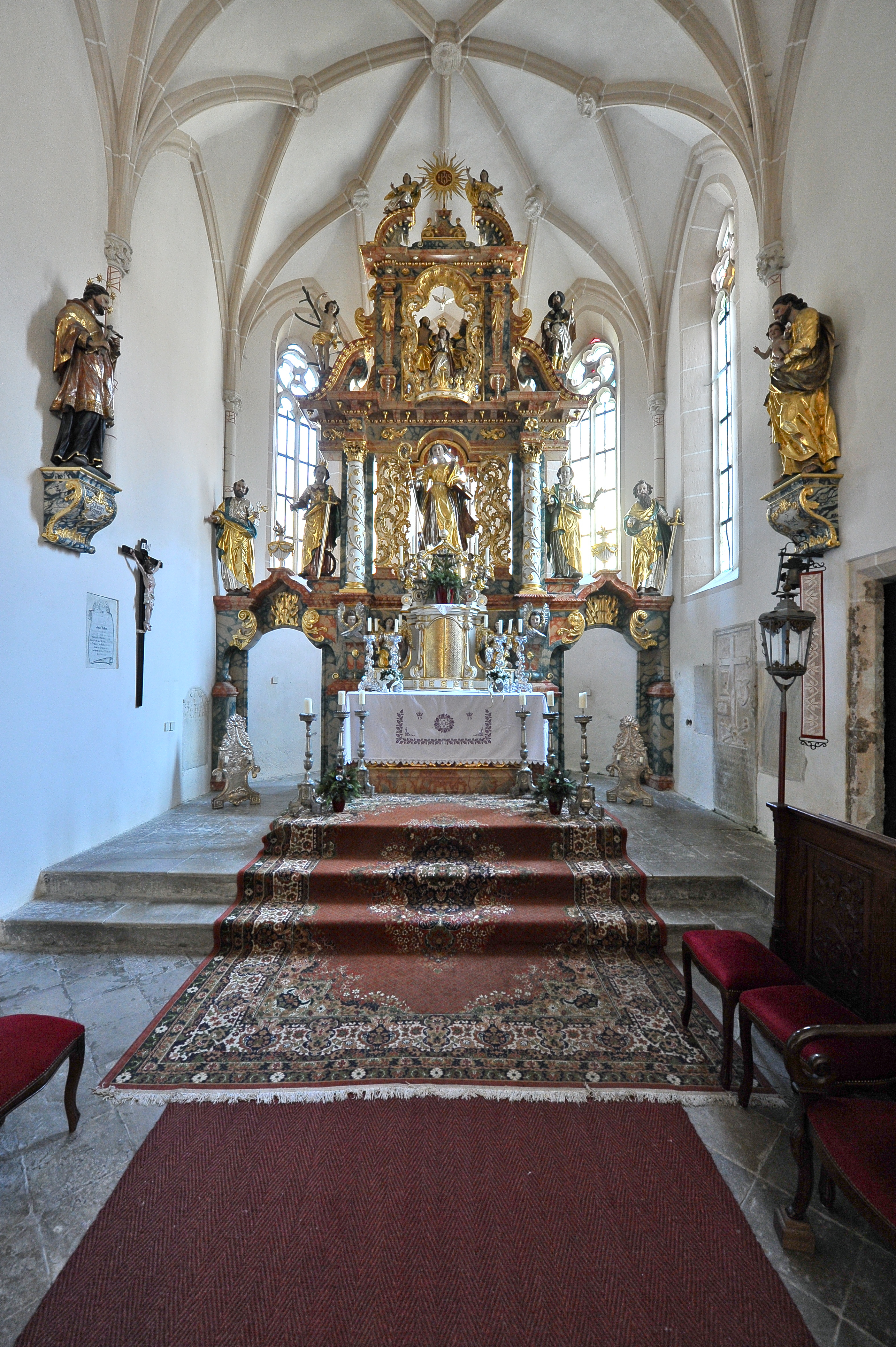
Hochaltar

Die römisch-katholische Pfarrkirche St. Walburgen ist der heiligen Walburga geweiht. Sie liegt am Fuße der Saualpe in der Gemeinde Eberstein und ist eine ehemalige Wehrkirche. Ihre Befestigungsmauern wurden um 1900 abgetragen. Sie wurde erstmals nach 1039 erwähnt und 1273 als Pfarre genannt.

## Baubeschreibung
Bei dem Gotteshaus handelt es sich um einen romanischen Bau, der Anfang des 16. Jahrhunderts weitgehend gotisch erneuert wurde. Das westliche Säulenportal, vielleicht auch die Langhausmauern und der nur bis ins Dachgeschoß reichende Südturm stammen aus der Romanik. Der massige, fünfgeschoßige Turm wird von einem Spitzgiebelhelm bekrönt. Eine Glocke goss 1559 Wolfgang Fiering. Die Kirche besteht aus einem vierjochigen Langhaus und einem erhöhten, zweijochigen Chor mit Fünfachtelschluss. Das Architekturdekor von 1534 mit Eckquaderungen, mehrfarbigen Friesen sowie farbig geschlämmten Gesimsen und Fenstergewänden wurde bei der Restaurierung 1995 wiederhergestellt. Die Dächer der Kirche sind mit Steinplatten gedeckt. Ein verstäbtes Rundbogenportal aus der Romanik führt in die sternrippengewölbte Vorhalle im Turmerdgeschoß.
Im Inneren erhebt sich im Langhaus ein Sternrippengewölbe über kapitelllosen Dienstbündeln, im Chor über Konsoldiensten. Auf allen Rippenschnittpunkten sind kleine reliefierte Scheiben mit verschiedenen Darstellungen wie Löwe, Pelikan, Auferstandener und Evangelistensymbolen angebracht. Im Chor tragen auch Kapitelle und Konsolen plastischen, zum Teil figuralen Schmuck. An der rechten Seite des Triumphbogens wurde 1992 ein kleines Fresko der Hl. Walburga freigelegt.
Die Fenster haben ein einfaches Maßwerk. Die Orgelempore mit einer durchbrochenen Maßwerksbrüstung und dreiteiliger, mit einem krabbenbesetzten Kielbogen geschmückter Bogenstellung ist sternrippenunterwölbt.
Der nordseitige, einjochige Kapellenanbau mit Viersechstelschluss und Gratgewölbe stammt wohl aus dem 14. Jahrhundert und dient heute als Sakristei. Die ehemalige Sakristei befindet sich im südlichen Chorwinkel. Daneben ist im Untergeschoß des ehemaligen Südturms eine barocke Taufkapelle untergebracht.

## Einrichtung
Der um 1670 geschaffene barocke Hochaltar besteht aus einer Ädikula über hohem Sockel mit seitlichen Konsolfiguren, einem geschweiften, gesprengten Giebel und einer kleinen Ädikula mit Konsolpilaster und gesprengtem Segmentgiebel als Aufsatz sowie seitlichen Opfergangsportalen. Die Mittelfigur der heiligen Walpurga wird von den Statuen der heiligen Katharina und Barbara flankiert. Im Aufsatz stehen neben der zentralen Marienkrönungsgruppe die Figuren der Pestheiligen Sebastian und Rochus.
Die beiden Seitenaltäre entstanden am Ende des 17. Jahrhunderts. Der linke zeigt eine Mondsichelmadonna, der rechte eine Kreuzigung sowie die Heiligen Stephanus, Oswald, Bartholomäus und Jakobus major.
Die nach 1780 gefertigte Kanzel stammt wohl aus der Werkstatt des Johann Georg Hittinger. Am Kanzelkorb sind die Figuren der vier lateinischen Kirchenväter, in den Brüstungsfeldern Christus und die Samariterin dargestellt. Das Relief der Kanzelrückwand gibt den Guten Hirten wieder.
Zur weiteren Ausstattung der Kirche zählen die Konsolstatuen der Heiligen Josef und Johannes Nepomuk aus der ersten Hälfte des 18. Jahrhunderts, ein barockes Kruzifix am Triumphbogen, spätbarocke Leuchterbretter sowie ein Taufstein und ein Weihwasserbecken aus spätgotischer Zeit.
In der Kirche befinden sich eine Priestergrabplatte von 1462, die Priestergrabplatte des Benedikt Niederhofer († 1516) und die protestantische Priestergrabplatte des Simon Strisiz († 1562).

## Sonstiges
Der romanische Rundkarner mit einem kleinen romanischen Fenster liegt nördlich der Kirche. Er wurde in späterer Zeit halbiert.